# Arussi Unda
Arussi Unda est une  militante et féministe mexicaine. Elle est la porte-parole et répresentante du collectif Las Brujas del Mar de Veracruz, au Mexique. Elle a été nommée l'une des 100 personnalités les plus influentes du monde en 2020 par le magazine américain Time.

## Biographie
Originaire de Veracruz, Arussi Unda est devenue une figure connue du mouvement féministe mexicain pour son activistme pour le droit à l'avortement. 
Porte parole et réprésentante du collectif Las Brujas del Mar, elle participe à l'organisation le 9 mars 2020 au Mexique de la "Journée sans femmes"  une grève contre les féminicides et pour protester et sensibiliser à la violence croissante à laquelle sont confrontées les femmes à travers le pays,. L'initiative a été lancée avec le slogan "El nueve ninguna se mueve", "Le neuf personne ne bouge" où toutes les femmes mexicaines ont été invitées à rester chez elles et à cesser le travail comme un signe de protestation afin de montrer la place importante de la femme dans la société.